# Peter Thoms
Peter Thoms (* 1940 in Eutin) ist ein deutscher Schlagzeuger und Schauspieler.

## Leben
Thoms war ursprünglich Lehrer, gab diesen Beruf jedoch wegen unüberbrückbarer Schwierigkeiten auf. Er bezeichnet diesen Schritt als das Beste für sich und die Schüler. Stattdessen begann er als Schlagzeuger mit verschiedenen Bands aufzutreten.
In den 1990er Jahren erreichte er als Mitglied der Band Hardcore (Buddy Casino, Klavier und Farfisa-Orgel, und Peter Thoms, Schlagzeug) des Mülheimer Jazzkünstlers Helge Schneider deutschlandweit Bekanntheit. Er übernahm hier die Rolle des von Schneider ständig verulkten Opas, dessen Alter zwischen 60 und 120 schwankend angegeben wurde und dem sogar das spöttische Lied My Name is Peter, I’m Old gewidmet wurde. Durch sein lebendiges, phantasievolles Schlagzeugspiel, improvisierte Tanzeinlagen sowie durch den Song Ein Leben ohne Trauschein wurde er schnell neben Schneider zum heimlichen Star der Show. Mit der Band tourte Thoms viele Jahre durch ganz Deutschland und trat im Fernsehen auf, z. B. bei Wetten, dass..? (1994). Auf mehreren Alben von Helge Schneider trug Thoms durch sein Spiel zu einem akustisch basierten Jazz-Sound bei.
Thoms wirkte in allen fünf Kinofilmen von Schneider mit. Er präsentierte sich, teilweise in Frauen-Rollen, als authentischer Schauspieler mit leichtem Hang zur Travestie. Die wichtigste Rolle hatte er in dem Film Texas – Doc Snyder hält die Welt in Atem, in dem er als „Nasenmann“ den Gegenspieler zur Hauptrolle darstellte.
Thoms' Interesse gilt Trommeln und Schlaginstrumenten aller Art. Er sammelt Perkussionsinstrumente aus aller Welt. Dabei schätzt er vor allem die Schlagzeugtradition Afrikas sowie die indischen Tabla-Spieler. Thoms selbst baut und restauriert Trommeln aller Art. Besonders stolz ist er auf ein Drumset, das lediglich mit Seilzügen, ohne ein Stück Metall, gespannt ist.
Thoms trat regelmäßig mit Dat Kaiser Trio, gemeinsam mit Peter Rübsam (Multiinstrumentalist) und Rudi Kontra (Tuba) in Düsseldorf auf. Peter Thoms war zudem in dem Quintett Monk’s Trumpf mit Rainald Schückens (Bassklarinette) und Reinhard Glöder (Kontrabass) und in der Gruppe The Happy Gangstas mit Blasius Maltzahn (Trompete) und Rolf Springer (Gitarre) aktiv.
Im Sommer 2013 ging er, zum ersten Mal seit 13 Jahren, wieder mit Helge Schneider auf Tournee und spielte Perkussionsinstrumente.

## Diskografie
- The Last Jazz, 1987
- New York, I’m coming, 1990
- Guten Tach!, 1992
- Es gibt Reis, Baby, 1993
- Es rappelt im Karton, 1995
- Da Humm, 1997
- Jazz (& Hardcore), 1999
- Hefte raus – Klassenarbeit!, 2000
- Live at the Grugahalle – 20 Jahre Katzeklo (Evolution), 2014

## Filmografie
- Stangenfieber, 1987, Kurzfilm, Auftritt als Pommesverkäufer im Tütü
- Texas – Doc Snyder hält die Welt in Atem, 1993, als „Nasenmann“
- 00 Schneider – Jagd auf Nihil Baxter, 1994, als exzentrischer Fernsehmoderator der Talkshow Ich schäme mich!
- Praxis Dr. Hasenbein, 1996, als bucklige alte Frau, die sich als Arzthelferin bewirbt
- Jazzclub – Der frühe Vogel fängt den Wurm, 2004, als Pflasterverkäufer (Text: „Zwei Meter – zwei Mark!“)
- 00 Schneider – Im Wendekreis der Eidechse, 2013, als Elli Hartmann
- Mülheim Texas – Helge Schneider hier und dort, 2015, Mitwirkung

## Theater
- Aprikose Banane Erdbeer – Kommissar Schneider und die Satanskralle von Singapur, Schauspielhaus Bochum, als die Satanskralle selbst